# Marselin Rusario Almeida
Marselin Rusario Almeida (n. 18 de junio de 1939) es un profesor, botánico, y pteridólogo indio, realizando actividades científicas como Oficial de Investigación (Ecología), en el Centro de Investigación Alchemie, Thane. Está casado con su colega Sarah M. Almeida (1940-).

## Algunas publicaciones
- 1998. Flora of Maharashtra 2:122. D. B. Ward, Phytologia 84:386

## Honores
- Recibió: The Green Teacher Award

- La abreviatura «M.R.Almeida» se emplea para indicar a Marselin Rusario Almeida como autoridad en la descripción y clasificación científica de los vegetales.[1]